# Рязанов, Иван Ефимович
Иван Ефимович Рязанов (27 июня 1922, с. Клиновка, Царицынская губерния — ?) — советский партийный и государственный деятель, председатель Краснодарского крайисполкома (1964—1969).

## Биография
Родился в крестьянской семье. Окончил Сталинградский механический институт.
Участник Великой Отечественной войны. Служил в Северо-Кавказском и Приволжском военных округах в качестве боевого инструктора-пилота.
Работал вторым секретарем Варениковского, затем Крыловского райкомов КПСС.
- 1962—1963 гг. — второй секретарь Краснодарского сельского краевого комитета КПСС,
- 1963—1964 гг. — заместитель заведующего отделом партийных органов ЦК КПСС,
- 1964—1969 гг. — председатель исполнительного комитета Краснодарского краевого Совета.

## Награды и звания
Награжден орденом Трудового Красного Знамени, медалями.